# 佩雷鲁什 (卡拉泽达-迪安西昂伊什)
佩雷鲁什是葡萄牙布拉干萨区的一个堂区。总面积14.66平方公里，总人口310人，人口密度21.1人/平方公里。